# كاسبر أفيرينك
كاسبر أفيرينك (بالهولندية: Kasper Averink) مواليد 11 يونيو 1993 في لايدن، هو لاعب كرة سلة هولندي. بدأ مسيرته الاحترافية في سنة 2011. يلعب مع نادي فيرت لكرة السلة في الدوري الهولندي لكرة السلة كلاعب هجوم خلفي. يحمل الرقم 3. يبلغ طوله 6 قدم 0 بوصة (1.8 م).

## روابط خارجية
- كاسبر أفيرينك على موقع كرة السلة الأوروبية.كوم (الإنجليزية)
- كاسبر أفيرينك على موقع ريلجم (الإنجليزية)
- كاسبر أفيرينك على موقع بروبوليرز (الإنجليزية)